# Linda van Dyck
Linda van Dyck, acteursnaam van Linda Marianne de Hartogh (Amsterdam, 18 mei 1948 – aldaar, 17 december 2023), was een Nederlands actrice.

## Levensloop
Van Dyck is een dochter van acteur Leo de Hartogh en actrice Teddy Schaank. Soms werd ze genoemd als 'Linda M. de Hartogh' of "Linda Marianne". De acteur Ko van Dijk was haar stiefvader. In de jaren zestig was ze zangeres van de band Boo and the Booboo's.
Van Dyck werd in 1982 uitgeroepen tot beste Nederlandse filmactrice naar aanleiding van haar rollen in de films Twee vorstinnen en een vorst en Ademloos.
Op 7 januari 2010 ontving Van Dyck de onderscheiding ridder in de Orde van de Nederlandse Leeuw.
In 2016 scheidde ze van auteur van filmscenario's, later psychotherapeut Willem Jacob (Jaap) Nolst Trenité na 27 jaar huwelijk. Zij zijn de ouders van televisiepresentator Jamie Trenité.
Van Dyck werd in 2021 getroffen door een herseninfarct, waar ze blijvend deels verlamd door raakte. Op 17 december 2023 overleed ze op 75-jarige leeftijd. Zij werd gecremeerd op Zorgvlied.

## Film
- 10.32 (1966)
- Het gangstermeisje (1966)
- Tiro (1979)

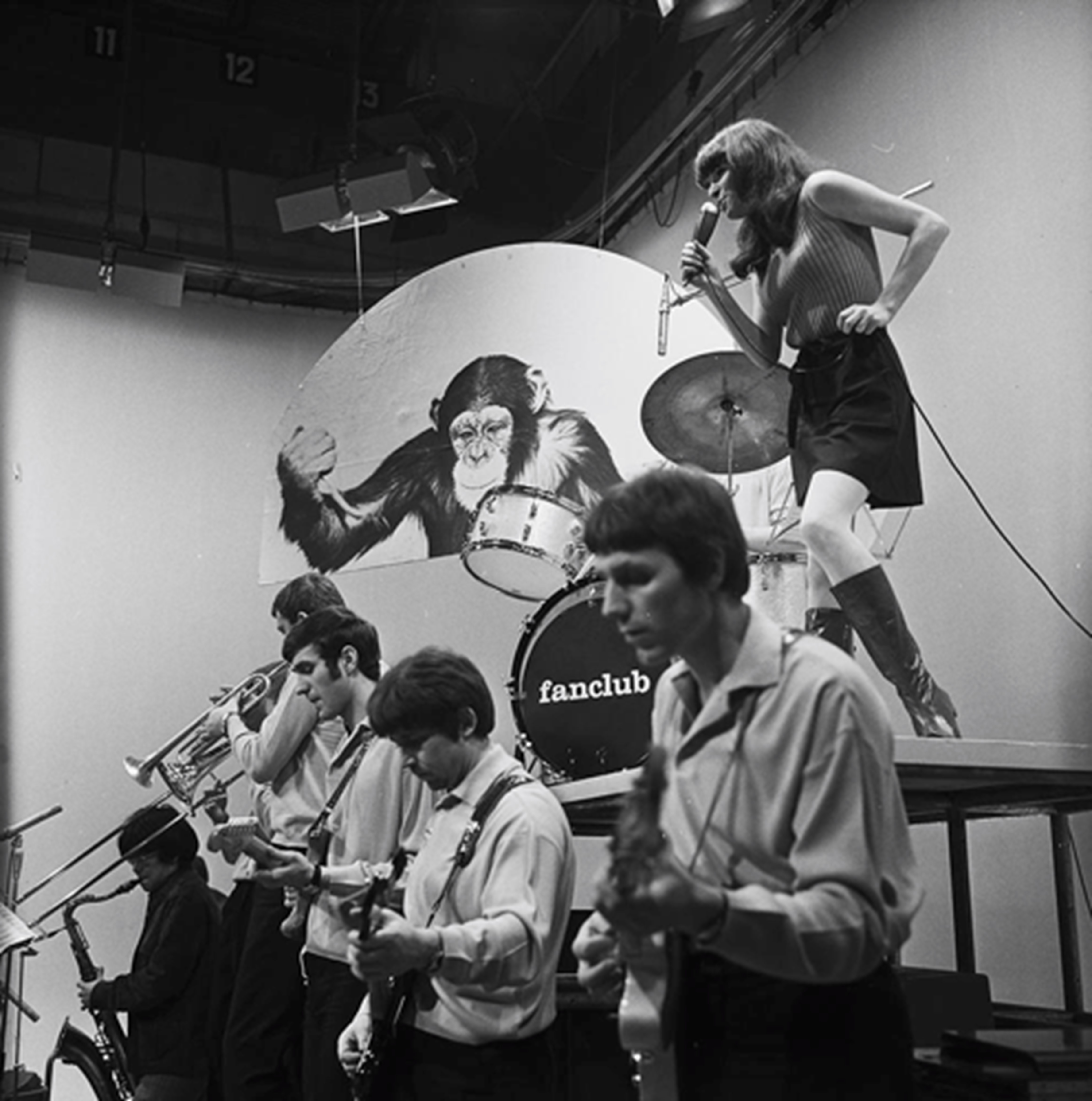
Linda van Dyck als zangeres
(Fanclub, 1967)

- Twee vorstinnen en een vorst (1981)
- Ademloos (1982)
- Ciske de Rat (1984) - Tante Jans
- De grens (1984)
- In de schaduw van de overwinning (1986)
- Daens (1992)
- Suzy Q (1999)
- Magonia (2001)
- Floris (2004)
- Het schnitzelparadijs (2005)

## Toneel
- De Vader (1960)
- Jan Rap en z'n Maat (naar het boek van Yvonne Keuls (1978))
- Wolken (1979/1980)
- Succes (met Willem Nijholt; 1982-1984)
- Nacht, Moeder (1984/1985) als dochter
- Agnes van God (1986/1987)
- Separation (1988/1989)
- Duet (1993/1994)
- De Stille Kracht (1997)
- Het neerstorten van de Hindenburg en wat daarna gebeurde (1997/1998)
- Spaanse Ruiters (1999)
- De onverwachte man (1999/2000)
- Stervelingen (2001/2002)
- Onder onze ogen (4 mei 2001)
- Vrouwen van Eer (2002)
- De dood en het meisje (2003) genomineerd voor de NRC-publieksprijs
- The Goat of Wie is Sylvia? (2003/2004)
- Herfstsonate (2005/2006) winnaar Toneel Publieksprijs 2006
- Nacht, Moeder (2006/2007) nu als moeder
- Una Giornata Particolare (2007/2008) genomineerd voor de Toneel Publieksprijs
- Oog om Oog - gebaseerd op Dead Man Walking (2009/2010) winnaar Toneel Publieksprijs
- Ontrouw (2010/2011)
- Wie is er bang voor Virginia Woolf (2012/2013) genomineerd voor de Theo d'Or

## Televisie
- Tanchelijn (1973)
- Det är grisens fel! (1973)
- Dubbelleven: dagleven, nachtleven (1978)
- Kerstgeschenk (1980)
- De Lemmings (1981)
- Noodlot (1981)
- Try Out (1981)
- Willem van Oranje (1984) als Anna van Saksen
- Maya & An (1987)
- Recht voor z'n raab - afl. De Schim (1992)
- Suite 215
- Gestolen uren (1995)
- Unit 13 (seizoen 1998)
- Framed (1998)
- Suzy Q (1999)
- Baantjer gastoptreden in episode: "De Cock en de moord in stijl" (2001)
- Zwarte Tulp als Marieke Vonk-Vermeulen (2015-2016)

## Discografie

### Singles
- Stengun / Oriental Boo (1966), samen met Boo & The Booboos
- Baby, What Am I Doing / Keep My Love Alive (1966)
- Sunday Kind Of Feelin' / You Don't Love Me (1968)
- Seduction Song / Unlock My Door (1969)
- Nachtrit / Drivin' Through The Night (1979)